# 성명초등학교 중현분교
성명초등학교 중현분교는 대한민국 경상남도 남해군 서면 남서대로 2647 (중현리)에 있었던 공립 초등학교이다.

## 학교 연혁
- 1934년 10월 31일 성명공립보통학교 중현분교장 개교
- 1938년 4월 1일 성명공립심상소학교 중현분교로 개칭
- 1939년 4월 1일 중현공립심상소학교(6년제)로 승격
- 1941년 4월 1일 중현공립국민학교로 개칭
- 1996년 3월 1일 중현초등학교로 개칭
- 1999년 9월 1일 성명초등학교 중현분교로 편입
- 2001년 3월 1일 성명초등학교로 통폐합